# English Turn (Luisiana)

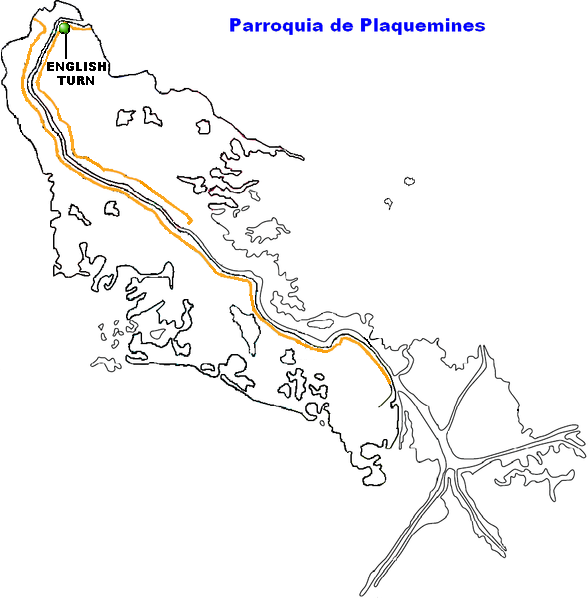
Localización de English Turn en el mapa de la Parroquia de Plaquemines.

English Turn es una pequeña comunidad ubicada sobre el delta del Misisipi, dentro de la parroquia de Plaquemines, en el estado de Luisiana, Estados Unidos.

## Geografía

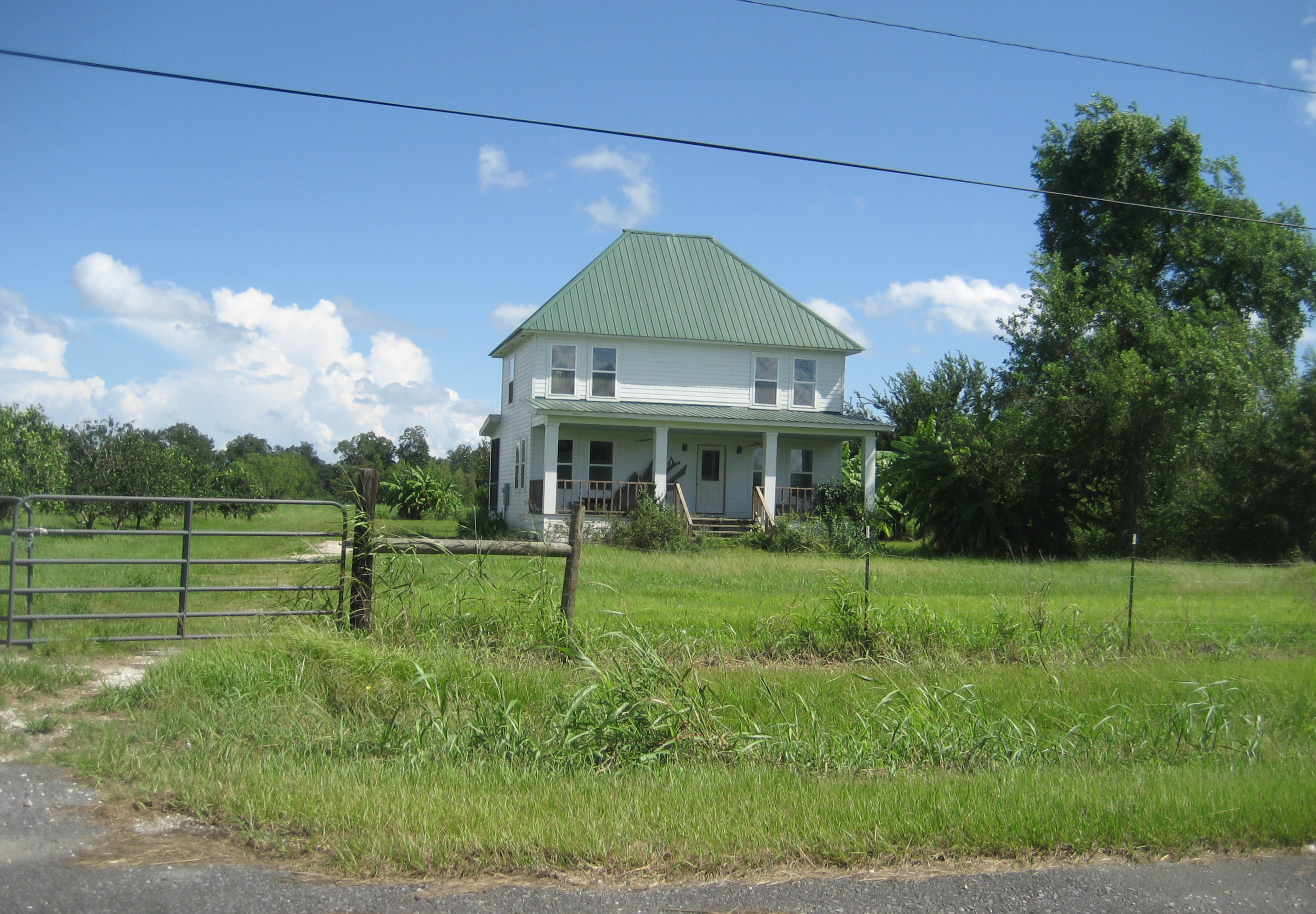
Casa con diseño colonial en la carretera de English Turn.

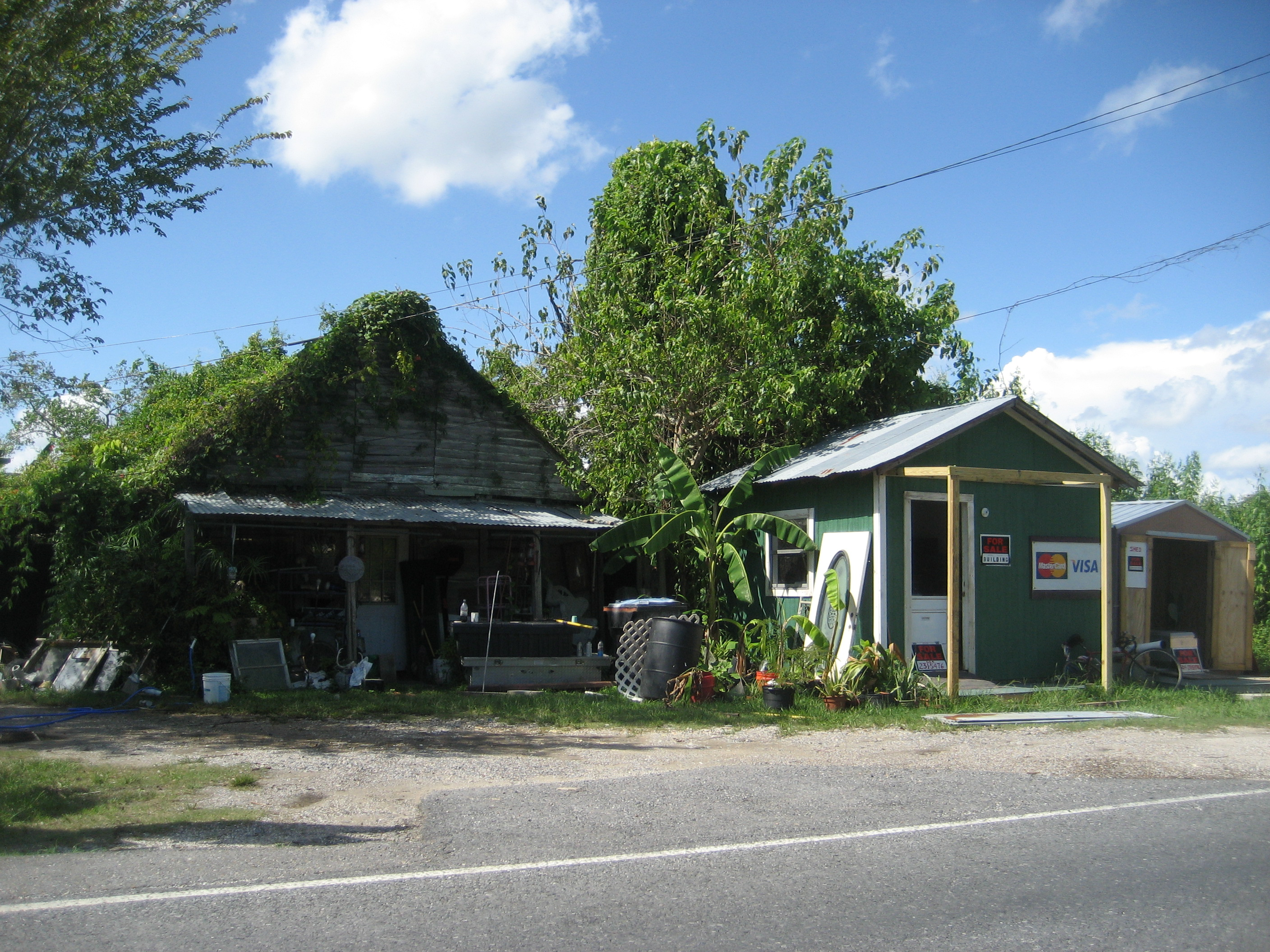
Tienda ubicada en la carretera de English Turn.

La localidad de English Turn se localiza en 29°52′31″N 89°57′54″O / 29.87528, -89.96500. Esta comunidad posee sólo tres metros de elevación sobre el nivel del mar, convirtiéndola una zona proclive a las inundaciones. Su población se compone de menos de doscientos habitantes. Esta comunidad se localiza a unos quince kilómetros de Nueva Orleans la principal ciudad de todo el estado, y a 518 kilómetros del aeropuerto internacional más cercano, el (IAH) Houston George Bush Intercontinental Airport.